# Pseudosphinx
Pseudosphinx este un gen de molii din familia Sphingidae. 

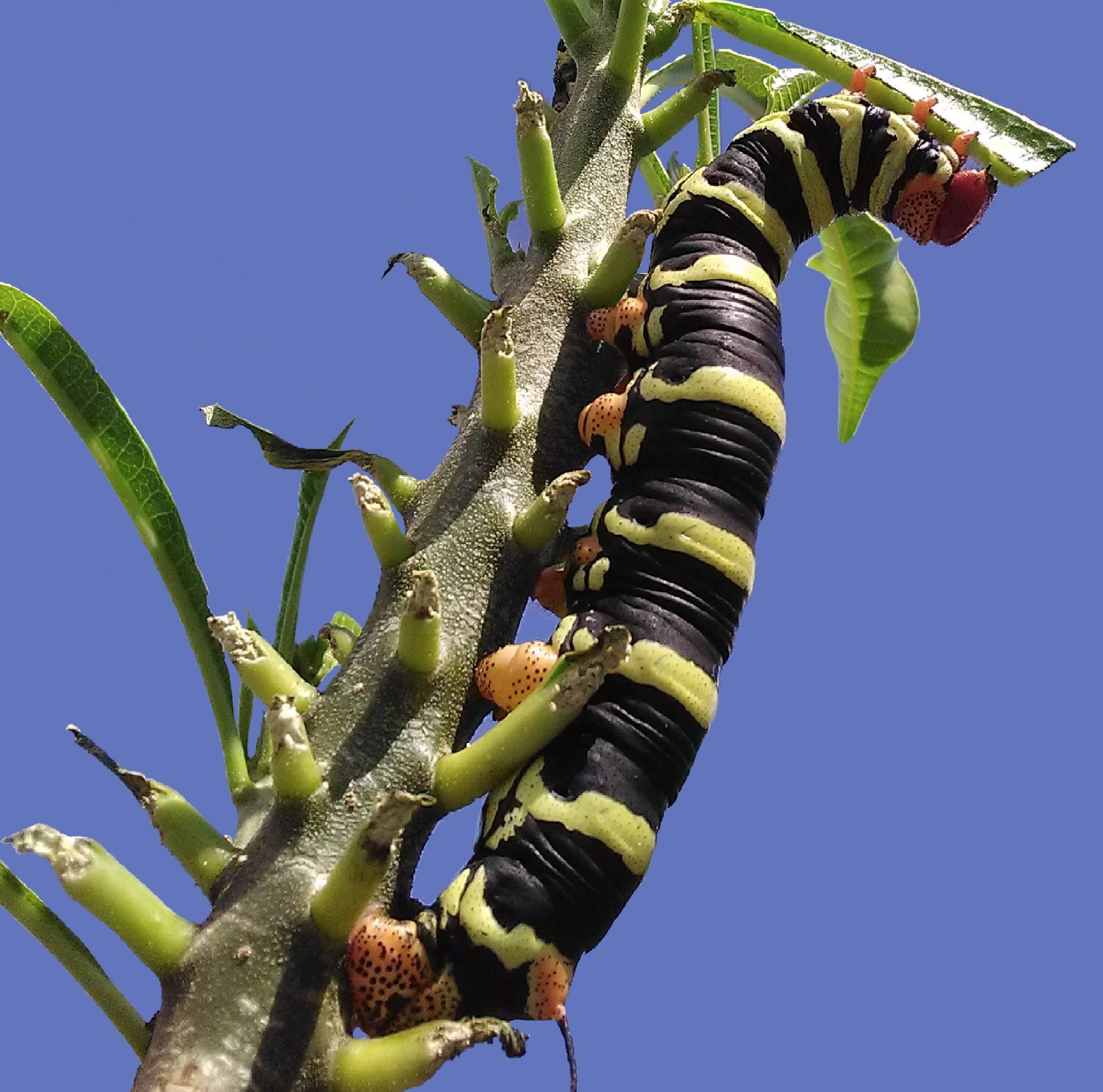
Omidă de Pseudosphinx tetrio
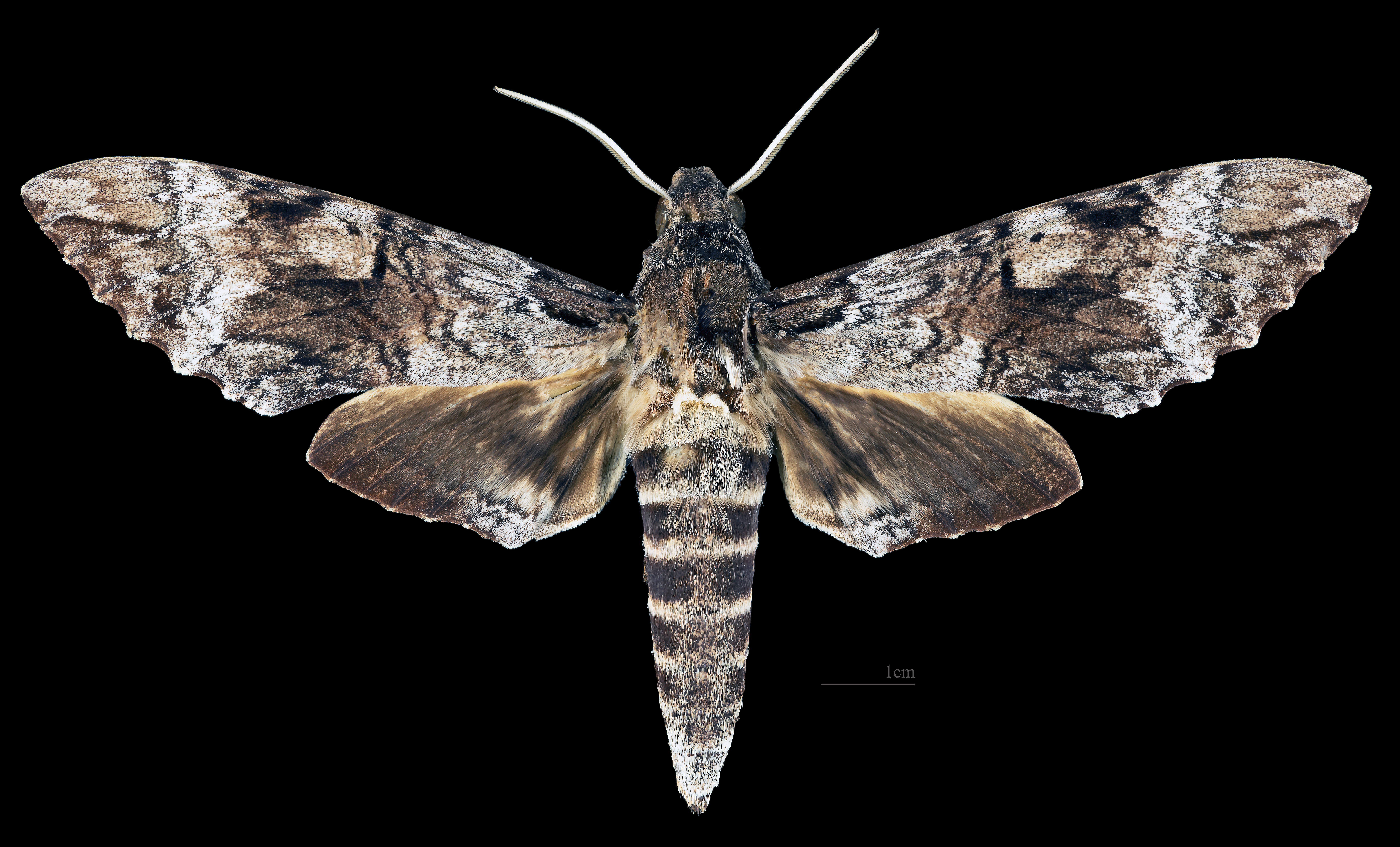
Pseudosphinx tetrio ♂
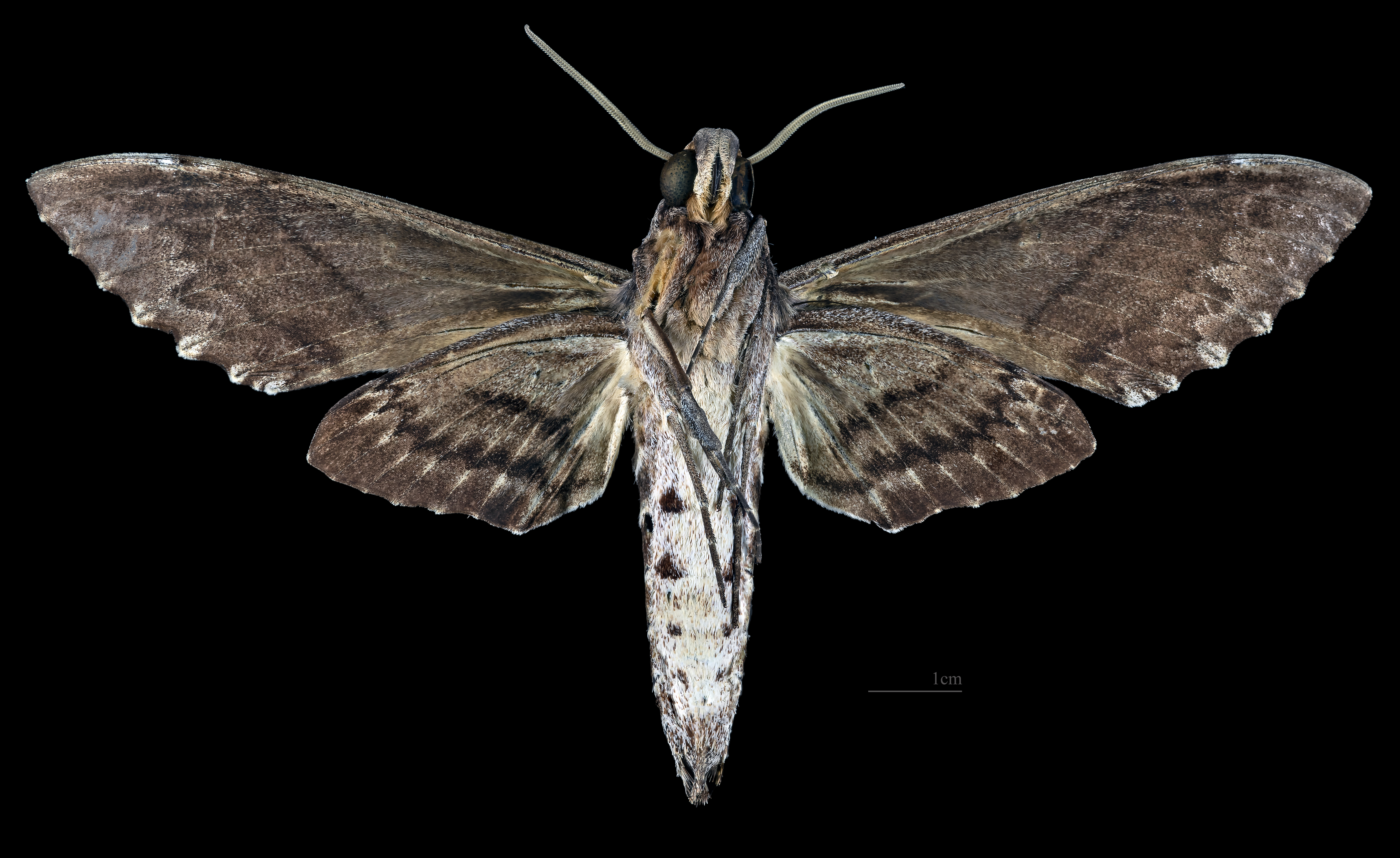
Pseudosphinx tetrio ♂   △
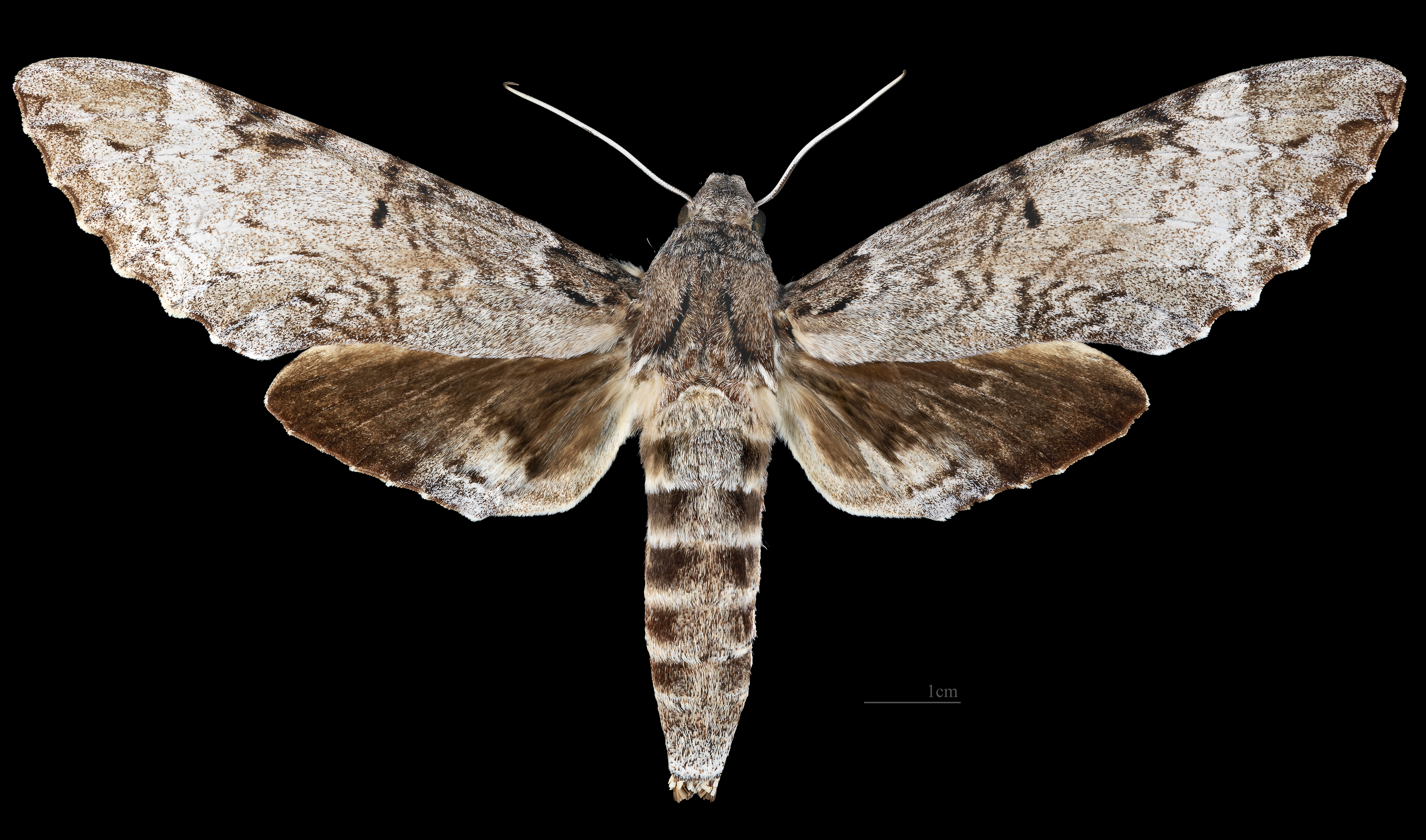
Pseudosphinx tetrio   ♀
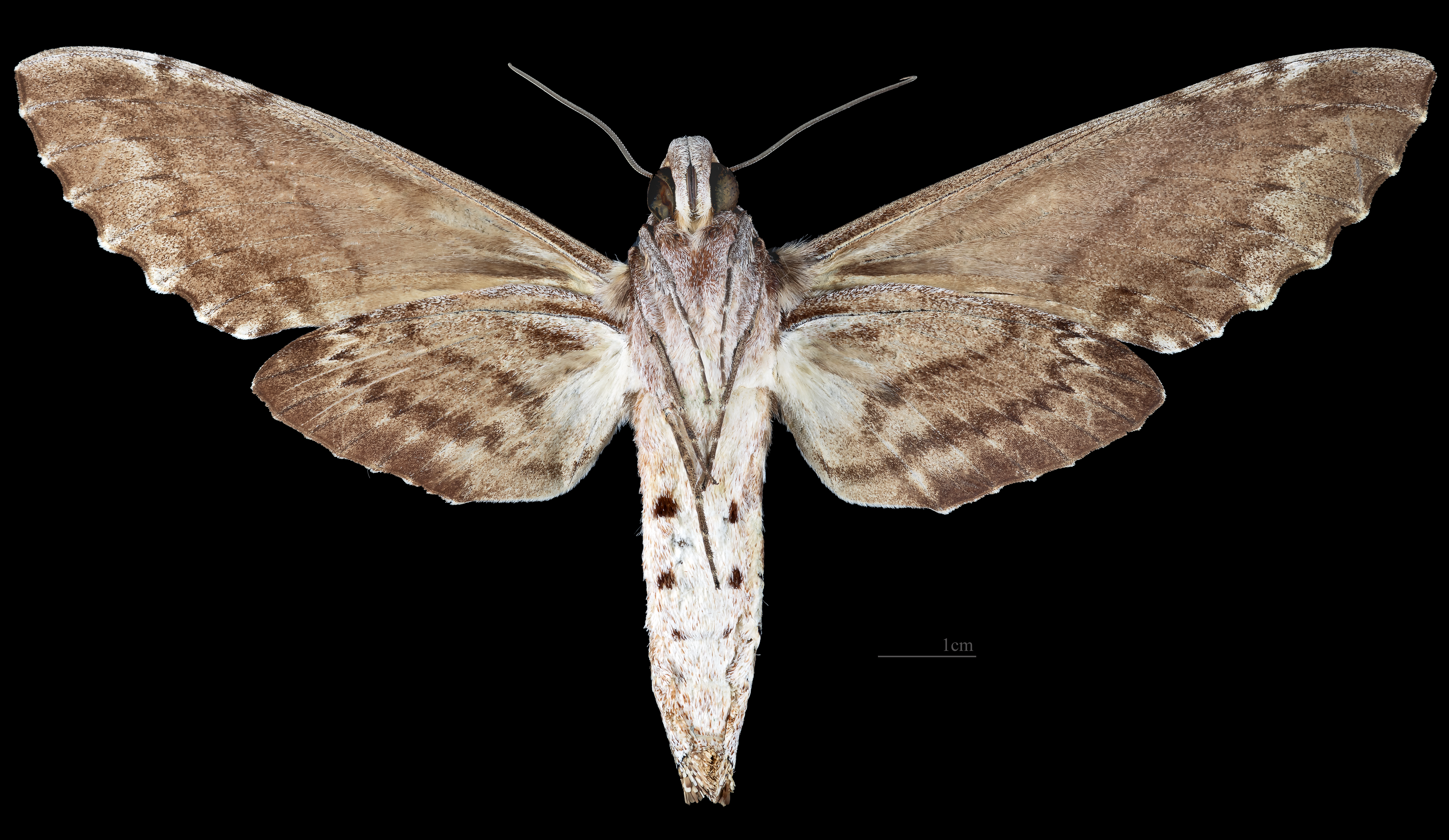
Pseudosphinx tetrio  ♀ △

## Specii
- Pseudosphinx tetrio (Linnaeus, 1771)